# Stone Castle

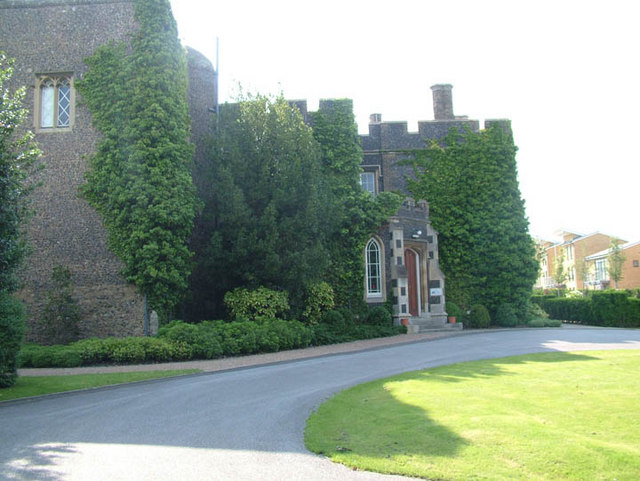
Stone Castle von Osten

Stone Castle ist eine Burg im Dorf Stone in der Nähe von Bluewater in der englischen Grafschaft Kent. Sie wurde zwischen 1135 und 1140 in der Nähe der Stelle, an der Wilhelm der Eroberer 1067 den Vertrag mit den Männern von Kent unterzeichnete.

## Geschichte
Die Burg gehörte der Familie Wiltshire, zu der auch Bridget Wingfield, eine enge Freundin von Anne Boleyn, gehörte, deren Korrespondenz dazu missbraucht wurde, die Königin wegen Ehebruch zu verurteilen. 1527 besuchten Thomas Wolsey, Thomas Morus und der Earl of Derby die Burg. Dies war etwa zu der Zeit, als König Heinrich VIII. erstmals dafür kämpfte, Anne Boleyn, die auf Hever Castle, 32 km entfernt, lebte, zu heiraten.
Im Zweiten Weltkrieg hatte die Royal Air Force die Burg beschlagnahmt. Heute gehört sie Blue Circle und die zugehörigen Ländereien wurden 2000 an Land Securities verpachtet. Heute residiert eine private Ambulanzfirma auf der Burg, Savoy Ventures.